# As Banhistas
As Banhistas (francês: Les baigneuses) é uma pintura a óleo sobre tela do pintor impressionista francês Pierre-Auguste Renoir datada de 1918.

## Descrição
A pintura mostra dois grupos de mulheres nuas: duas mulheres deitadas em primeiro plano, e outras três em segundo plano, à direita. Um dos modelos é Andrée Hessling, que se tornaria a primeira mulher do filho de Renoir, Jean. O cenário natural da pintura é o jardim da casa do pintor em Cagnes-sur-Mer.
Na pintura, Renoir retirou todas as referências ao mundo contemporâneo, transmitindo "uma natureza intemporal". O tema dos banhistas é algo predominante na fase final das pinturas de Renoir: as mulheres retratadas pelo pintor são livres e desinibidas. Estas banhistas estão "em consonância com a natureza, e as suas formas unem-se com as árvores, flores e movimentos da água vermelha".
A obra tem camadas grossas de tinta, além de pinceladas expressivas e uso de cores vivas  que têm como objetivo enfatizar as formas geométricas da obra. A pintura é uma das poucas obras pós-impressionistas que é considerada figurativa, onde pessoas são representadas através da pintura.
A pintura foi criticada por causa da "enormidade das pernas e dos braços, a fraqueza da carne e da cor rosada dos modelos".